# 2021年环西自行车赛
2021年环西自行车赛是第76届环西自行车赛，于2021年8月14日至9月5日进行，此次比赛是2021年UCI世界巡回赛的其中一站比赛。完整的比赛路线于2021年2月11日公布，起点位于布尔戈斯，终点则位于圣地亚哥-德孔波斯特拉。
总共有来自23支车队的184名运动员参加此次比赛，其中19支为世界职业车队，另外4支为外卡车队。最终来自珍宝-维斯玛车队的普里莫日·羅格里奇取得此次比赛的总冠军，成为历史上第三位连续三次夺得环西自行车赛总冠军的选手。来自移动之星车队的Enric Mas以4分42秒之差获得亚军。季军则由来自巴林胜利车队的Jack Haig获得。